# Akodon fumeus
Akodon fumeus е вид бозайник от семейство Хомякови (Cricetidae).

## Разпространение
Видът е разпространен в Аржентина, Боливия и Перу.